# Resolución 1996 del Consejo de Seguridad de las Naciones Unidas
La Resolución 1996 del Consejo de Seguridad de las Naciones Unidas, adoptada por unanimidad el 8 de julio de 2011, tras dar la bienvenida a la independencia de Sudán del Sur de Sudán, estableció la Misión de las Naciones Unidas en la República de Sudán del Sur (UNMISS) por un período inicial de un año. 

## Resolución

### Observaciones
En el preámbulo de la Resolución 1996, el Consejo de Seguridad destacó la importancia de un enfoque integral de la consolidación de la paz que abordara las causas subyacentes del conflicto y los principios de seguridad y desarrollo que se refuerzan mutuamente. Deploró la persistencia del conflicto y sus efectos sobre la población civil, al tiempo que destacó la importancia de la consolidación de la paz después del conflicto, en particular mediante el fortalecimiento de las instituciones nacionales.
Mientras tanto, los miembros del Consejo pidieron la cooperación entre la UNMISS y otras operaciones de mantenimiento de la paz en la zona, los organismos de las Naciones Unidas y otras organizaciones para implementar la consolidación de la paz después del conflicto. El Consejo también recordó diversos acuerdos entre el Gobierno sudanés y el Ejército/Movimiento de Liberación del Pueblo Sudanés (SPLA/M) sobre el estatuto de Abyei, la seguridad fronteriza y la seguridad en los estados de Nilo Azul y Kordofán del Sur .

### Hechos
En virtud del Capítulo VII de la Carta de las Naciones Unidas, el Consejo estableció la UNMISS por un período inicial de un año con la intención de renovarlo nuevamente si fuera necesario. Se decidió que la misión estaría integrada por 7.000 militares y 900 policías.  En un plazo de tres a seis meses se estudiaría la posibilidad de reducir el número de tropas a 6.000. 
La UNMISS tenía la tarea de centrarse en la seguridad y el desarrollo, incluso mediante el apoyo a la consolidación de la paz y la construcción del Estado, el apoyo al Gobierno de Sudán del Sur en la resolución de conflictos, la protección de los civiles, el establecimiento del estado de derecho y el fortalecimiento del sector de la seguridad y la justicia .  Se le autorizó a utilizar "todos los medios necesarios" para hacer cumplir el mandato .
La resolución pidió acceso sin trabas y plena cooperación con la UNMISS por parte de todos los Estados. Exigió que el Ejército de Resistencia del Señor ponga fin a los ataques contra civiles en Sudán del Sur y al uso de niños soldados . Se instó a Sudán del Sur a aumentar la participación de la mujer en la sociedad y reformar el sistema penitenciario.
Por último, se instó al Secretario General Ban Ki-moon a que proporcionara más detalles sobre la operación e informara sobre sus avances.